# Buckhannon (Nyugat-Virginia)
Buckhannon település az Amerikai Egyesült Államok Nyugat-Virginia államában, Upshur megyében, melynek megyeszékhelye is. Lakosainak száma 5186 fő (2020. április 1.).

## Népesség
A település népességének változása:

| 2010 | 5 639 |
| 2020 | 5 186 |